# Gideon Ericsson
Gideon Ericsson (n. 2 martie 1871, Stockholm, Suedia-Norvegia – d. 27 ianuarie 1936, Stockholm, Suedia) a fost un trăgător de tir ce a reprezentat Suedia, medaliat olimpic. A participat la o ediție a Jocurilor Olimpice (1912) în care a câștigat o medalie de bronz.

## Participări
Lista de mai jos prezintă principalele competiții la care a participat Gideon Ericsson de-a lungul carierei.
- shooting at the 1912 Summer Olympics – men's 25 metre small-bore rifle[*]